# Борошномельно-круп'яна промисловість
Борошноме́льно-круп'я́на промисло́вість — одна з найбільших галузей харчової промисловості, яка переробляє зерно на борошно і крупи.

## Історія промисловості
Вироби борошна із зерна відомі з давніх часів. Зерно розмелювали вручну спочатку в кам'яній ступці, терткою, а потім жорном. Тривалий час зберігалось ремісниче, домашнє виробництво борошна. Перші парові млини виникли в Англії 1760, а в Росії 1824. У 2-й пол. 19 ст. у зв'язку з розвитком машинної індустрії, утворенням нових хлібних районів, широким будівництвом залізниць борошномельно-круп'яна промисловість значно розвинулась і Росії. Особливістю її була наявність великої кількості дрібних підприємств (вітряків і водяних млинів). Тільки в Україні 1913 налічувалось понад 130 тис. борошномельних підприємств, з яких лише близько 700 були більш-менш великі.

### У СРСР
У СРСР вже в першій п'ятирічці було збудовано багато великих механізованих борошномельних підприємств у Москві, Луганську, Ташкенті, Фрунзе, Алма-Аті, Омську, Семипалатинську, Дніпропетровську та в інших містах. Покладено початок створенню вітчизняної промисловості млинарського машинобудування. Поряд з будівництвом нових здійснювалась реконструкція старих підприємств, удосконалювалась технологія виробництва, борошна і круп; були запроваджені єдині правила помелу для всієї галузі.
За роки післявоєнних п'ятирічок внаслідок збільшення виробничих потужностей у борошномельно-круп'яній промисловості, раціонального розміщення підприємств, оснащення їх сучаснішим устаткуванням і удосконалення технології виробництва, значно зріс випуск валової продукції, багато підприємств перейшло на багатосортні помели. В СРСР у 1958 на всіх борошномельних підприємствах було вироблено 33 млн т борошна (в США у 1956 — 10 434 тис. т). Борошномельно-круп'яна промисловість випускала борошно пшеничне — крупчатку, вищого, 1-го і 2-го сортів, оббивне і макаронне; борошно житнє трьох сортів і крупів понад 10 сортів. Зростало виробництво комбікормів.

### В Україні
В Україні борошномельні підприємства в середині XX ст. були майже всюди, але найбільше в Сталінській, Дніпропетровській, Харківській, Одеській, Полтавській, Луганській, Київській, Запорізькій, Сумській, Чернігівській, Черкаській та Житомирській областях. Елеваторне господарство з'явилося в Києві, Дніпропетровську, Херсоні, Одесі, Миколаєві, Жданові, Харкові, Кременчуку, Луганську, Львові та ін. містах. За роки рядянської влади борошномельно-круп'яна промисловість України була реконструйована, значно зросли її потужність і концентрація виробництва. 1958 року в УРСР працювало 16 951 борошномельно-круп'яне підприємств, в тому числі 619 великих (або 3,6 %). Валова ж продукція великих підприємств становила 63,9 %. Всього в республіці 1958 року вироблено 7695,4 тис. тонн борошна, 397,2 тис. тонн крупів. Приділялася велика увага збільшенню ввиробництва борошна вищих сортів, розвиткові сільськогосподарського борошномелля, яке в Україні в борошномельно-круп'яній промисловості відігравала важливу роль. Розв'язувалися завдання правильного розміщення млинів у республіці, зокрема спорудження в кожному районі вальцьового млина.
Поряд з будівництвом великих сільськогосподарських млинів в УРСР було багато невеликих крупорушок, оснащених автоматизованими машинами типу «Українка» потужністю 5 т зерна на добу. У 1959 році завод ім. Кірова в Могилеві-Подільському Вінницької області почав випускати агрегатні вальцьові млини з пневматичним транспортуванням сировини і продуктів помелу. Запровадження цих млинів дасть можливість піднести виробництво круп і борошна в УРСР на ще вищий рівень. У семирічці (1959—1965) в республіці зросте виробництво крупів (на 52 %) і вищих сортів борошна. Провадиться подальша механізація і автоматизація виробництва. Подальший розвиток у борошномельно-круп'яній промисловості пов'язувався з комбінуванням виробництва.

### У світі
У США виробництво борошна (в млн т) в 1940 становило 9,8, 1950 — 10,2, 1956 — 10,4; в Канаді в 1950 було вироблено борошна 1,87 млн т, 1954 — 1,9 млн т, у Франції відповідно — 3,7 і 3,9. Щорічне виробництво борошна в УРСР перевищувало виробництво, його в Канаді, Франції та інших західних країнах.